# Un barco cargado de... (novela)
Un barco cargado de… es un relato autobiográfico de la escritora de origen español afincada en México, Cecilia G. de Guilarte publicado por capítulos en 1972. 

## Contexto
La autora, tras la derrota de la Segunda República, partió al exilio junto a su marido y a su hija, pasando a Francia por la frontera catalana. Francia recibía a los refugiados españoles en campos de concentración y les animaba a la repatriación a la España de Franco. Ellos estuvieron en Biarritz y Narbona pero ante la invasión de Francia por el ejército alemán, embarcaron en el Cuba que tras un largo viaje los llevó a México.
Este libro pertenece a la llamada literatura de las exiliadas que se centra especialmente en memorias y experiencias personales. Plasmaron lo que vivieron y lo hicieron siendo conscientes de ser portadoras de la memoria de esos hechos. Entre las obras están: De Barcelona a la Bretaña francesa (1939), de Luisa Carnés; Éxodo. Diario de una refugiada española (1940), de Silvia Mistral; Una mujer en la guerra de España (1964), de Carlota O’Neill; Memoria de la melancolía (1970), de María Teresa León; Primer exilio (1978), de Ernestina de Champourcin; Memorias habladas, memorias armadas (1990), de Concha Méndez yLos diablos sueltos de Mada Carreño.

## Sinopsis
Un barco cargado de… está compuesto por treinta y un artículos, comenzaron a ser publicados en La Voz de España, periódico de San Sebastián, bajo ese título, entre enero y marzo de 1972. Los otros quince que figuran en el libro son inéditos, ya que no pudieron ser publicados por intervención de la censura que obligó al director del diario interrumpir la publicación.
El 11 de junio de 1940 salieron hacia Burdeos desde donde embarcaron con destino a América. Zarparon el 15 de junio de 1940. El viaje se realizó a bordo del trasatlántico Cuba, de matrícula francesa. Fue uno de los últimos barcos con refugiados que logró salir de Francia ante la invasión alemana. Su destino original era la República Dominicana, pero Leónidas Trujillo les prohibió desembarcar. Finalmente, tras varios días de angustia, fueron acogidos por el presidente mexicano Lázaro Cárdenas. Desembarcaron en el puerto de Coatzacoalcos, de allí fueron a México D.F. Allí conoció al director de la revista Rumbo que le propuso escribir un relato del viaje. No lo hizo pero sí de la derrota de Francia. Sus colaboraciones con Rumbo siguieron durante décadas.
No solo es un relato autobiográfico sino también un relato de viaje, con el que Guilarte intentó conectar con el público español dando una versión de la guerra civil y el exilio diferente de la versión oficial dada por la historiografía franquista. Tanto el inicio como el final del éxodo quedan desdibujados porque la autora puso el énfasis en la estancia primero en Francia y después en el viaje por mar. El barco le sirvió para dar voz a los múltiples protagonistas de la historia. En él compartió viaje con políticos e intelectuales republicanos entre los que estaba la periodista y diputada Matilde de la Torre.